# 12606 Apuleius
12606 Apuleius eller 2043 P-L är en asteroid i huvudbältet som upptäcktes den 24 september 1960 av den nederländsk-amerikanske astronomen Tom Gehrels och det nederländska astronomparet Ingrid van Houten-Groeneveld och Cornelis Johannes van Houten vid Palomarobservatoriet. Den är uppkallad efter den romerske författaren Apuleius.
Asteroiden har en diameter på ungefär 2 kilometer.